# Villa Fiorita (métro de Milan)
Villa Fiorita est une station de la ligne 2 du métro de Milan, située sur la commune de Cernusco sul Naviglio.